# Suwarrow
Suwarrow (o también, Suvórov o Suvarov) es un pequeño atolón coralino de las islas Cook septentrionales localizado en aguas del océano Pacífico. Está situado a 1300 km al sur del ecuador y a unos 825 km al noroeste de la isla de Rarotonga, por la que es administrado.
El atolón consiste en 22 islotes sobre un escollo de coral. El más grande, que ha sido habitado intermitentemente, es la isla Anchorage. La superficie total es de 0,4 km².
No existe un asentamiento tradicional polinesio y estaba deshabitado cuando fue descubierto, en 1814, por el ruso Mijaíl Lázarev en el barco Suvórov (nombrado en honor del general ruso Aleksandr Suvórov, denominado Suwarrow en el poema épico Don Juan de Lord Byron). En el siglo XIX se encontraron unos misteriosos tesoros, probablemente de algún galeón español perdido en el Pacífico.
En 1978 fue declarado parque nacional, el único en las islas Cook. Es un lugar destacado por las aves marinas y por los cangrejos de cocotero (birgus latro). Actualmente solo hay un habitante, el guardián del parque nacional. La población máxima era de 58 habitantes, en el censo de 1956.